# Olivia Williams

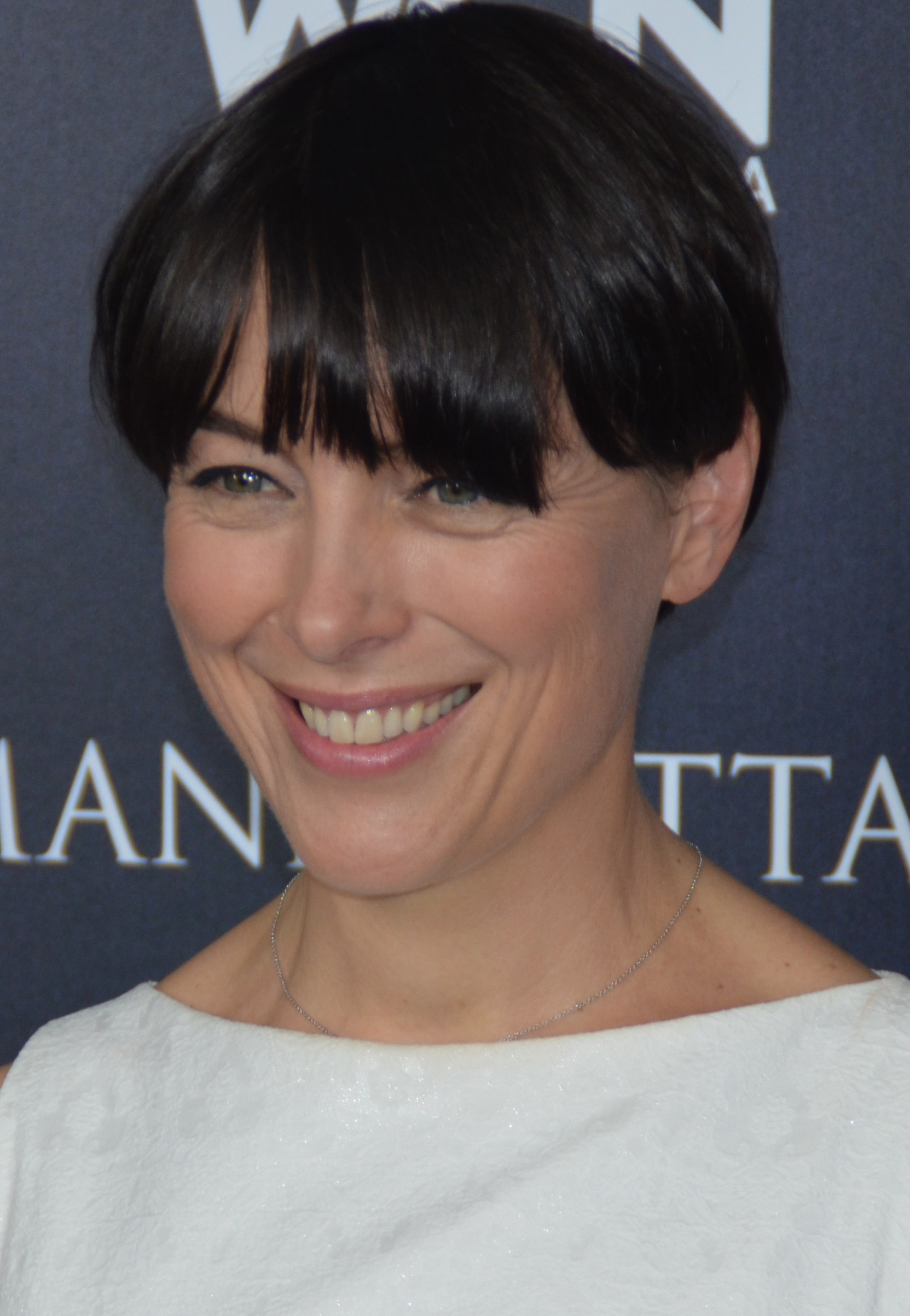
Olivia Williams (2014)

Olivia Haigh Williams (* 26. Juli 1968 in Camden Town, London) ist eine britische Schauspielerin.

## Leben und Karriere
Williams ist die Tochter einer Rechtsanwältin und eines Rechtsanwalts. Bevor sie zur Schauspielerei kam, studierte sie Englisch an der University of Cambridge. Nach beiderseits bestätigten Angaben war sie während des Studiums mit dem späteren polnischen Außenminister Radek Sikorski liiert.
Anfang der 1990er-Jahre hatte Williams in britischen Fernsehproduktionen ihre ersten Engagements. Ihre erste große Rolle bekam sie 1997 von Kevin Costner in Postman. 1998 spielte sie in dem für den Golden Globe nominierten Film Rushmore mit Bill Murray die Lehrerin Rosemary Cross, 1999 in The Sixth Sense dann Anna Crowe, die Kunsthändlerin und Ehefrau des von Bruce Willis dargestellten Kinderpsychologen Malcolm Crowe. In dem US-amerikanisch-israelischen Thriller The Body (2001) verkörperte sie die Archäologin Sharon Golban an der Seite von Antonio Banderas. 2003 spielte sie in der Neuverfilmung von Peter Pan an der Seite von Jason Isaacs die Mrs. Darling. 2013 stand sie mit Jeff Bridges, Julianne Moore und Ben Barnes für den Film Seventh Son, der auf dem Roman The Spook’s Apprentice von Joseph Delaney beruht, vor der Kamera.
Williams war 2016 Jurorin beim Man Booker Prize.
Seit dem Jahr 2021 spielt sie in der Drama-Serie The Crown Camilla Parker-Bowles die Geliebte und spätere Ehefrau von Charles III.

## Privatleben
Williams ist seit dem 2. November 2003 mit dem Landsmann und Schauspielkollegen Rhashan Stone verheiratet und hat mit ihm zwei Töchter.

## Filmografie (Auswahl)
- 1996: Emma (Fernsehfilm)
- 1997: Postman (The Postman)
- 1998: Rushmore
- 1999: The Sixth Sense
- 2001: Ein Mann für geheime Stunden (The Man from Elysian Fields)
- 2001: The Body
- 2002: The Heart of Me
- 2002: Below
- 2003: To Kill a King
- 2003: Peter Pan
- 2005: Ein Haus in Irland (Tara Road)
- 2006: X-Men: Der letzte Widerstand (X-Men: The Last Stand)
- 2008: Flashbacks of a Fool
- 2008: Miss Austen Regrets
- 2009–2010: Dollhouse (Fernsehserie)
- 2009: An Education
- 2010: Der Ghostwriter (The Ghost Writer)
- 2010: Sex & Drugs & Rock & Roll
- 2011: Wer ist Hanna? (Hanna)
- 2012: Anna Karenina
- 2012: Hyde Park am Hudson (Hyde Park on Hudson)
- 2012: Now Is Good – Jeder Moment zählt (Now Is Good)
- 2013: The Last Days on Mars
- 2014: Sabotage
- 2014: Maps to the Stars
- 2014: Das Portal zur Hölle (Altar)
- 2014: Seventh Son
- 2014–2015: Manhattan (Fernsehserie, 23 Folgen)
- 2015: Es ist kompliziert..! (Man Up)
- 2017: Victoria & Abdul
- 2017: The Halcyon (Fernsehserie)
- 2017–2019: Counterpart (Fernsehserie, 18 Folgen)
- 2020: The Father
- 2020: Homemade (Fernsehserie: Folge: Reise zum Ende der Nacht)
- 2021: The Nevers (Fernsehserie)
- 2022–2023: The Crown (Fernsehserie)
- 2023: Drei Gänge und ein Todesfall (The Trouble with Jessica)
- 2024: Another End
- 2024: Der Herr der Ringe: Die Ringe der Macht (The Lord of the Rings: The Rings of Power, Fernsehserie, Folge 2x04, Stimme)
- 2024: Dune: Prophecy (Fernsehserie)
- 2025: Das Rad der Zeit (The Wheel of Time, Fernsehserie)

## Auszeichnungen
- 2009: Nominiert – London Critics’ Circle Film Award als beste Nebendarstellerin für An Education
- 2009: Nominiert – Screen Actors Guild Award bestes Ensemble für An Education
- 2011: National Society of Film Critics Award als beste Nebendarstellerin für Der Ghostwriter
- 2011: London Critics’ Circle Film Award als beste Nebendarstellerin für Der Ghostwriter
- 2011: Nominiert – Empire Award als beste Darstellerin für Der Ghostwriter
- 2011: Nominiert – Los Angeles Film Critics Association Award als beste Nebendarstellerin für Der Ghostwriter